# Slavko Koletić
Slavko Koletić (ur. 3 lipca 1950 w Petrinji, zm. 10 sierpnia 2010 tamże) – jugosłowiański zapaśnik walczący w stylu klasycznym. Olimpijczyk z Monachium 1972, gdzie odpadł w eliminacjach w kategorii do 62 kg.
Wicemistrz świata w 1970; piąty w 1971. Brązowy medalista igrzysk śródziemnomorskich w 1971 roku.